# Adams (Nueva York)
Adams es un pueblo ubicado en el condado de Jefferson en el estado estadounidense de Nueva York. En 2010 tenía una población de 5143 habitantes y una densidad poblacional de 43.2 personas por km².

## Demografía
Según la Oficina del Censo en 2000 los ingresos medios por hogar en la localidad eran de $38 012, y los ingresos medios por familia eran $48 354. Los hombres tenían unos ingresos medios de $34 000 frente a los $25 610 para las mujeres. La renta per cápita para la localidad era de $17 707. Alrededor del 9.6% de la población estaban por debajo del umbral de pobreza.